# Sirena d'El Monastil
La Sirena d'El Monastil és una escultura realitzada en pedra que representa un animal mitològic propi del Mediterrani oriental (de la cultura grega). És una mescla d'una au rapinyaire i un cap de dona. En aquest cas, la figura es troba fragmentada, en concret li falten les potes, la cua i el cap (de dona). Pel que sabem es un objecte que se situava en la part alta d'un monument funerari d'una persona rellevant d'època íbera, amb la finalitat que la seua ànima poguera arribar al més enllà. Cal assenyalar que aquest element funerari fou trobat dins d'una necròpolis que fins ara no ha estat trobada, però que fa pensar que dependria de la població del Monastil (entre segle V i VI aC). Pel que fa a la seua funció cal indicar que s'emprava per fer fugir els caminants que passaven per els afores de la ciutat
A hores d'ara, aquesta peça escultòrica la podem trobar al Museu Arqueològic Municipal d'Elda, el qual arreplega els principals objectes apareguts en les excavacions arqueològiques que s'han dut a terme en el terme municipal d'Elda, en concret, la podem trobar en la secció que el museu té dedicada a la cultura Ibèrica, ja que és una escultura trobada en el poblat i necròpolis de l'Edat del Bronze de Bolón, la ciutat ibero-romana de El Monastil, las villes romanes de las "Agualejas" - El Melich, Arc Sempere o Casa Colorà.